# チェン・ミン
陳敏（Chen Min、チェン・ミン、1968年12月13日 - ）は中国蘇州生まれ、上海出身の二胡奏者。

## 来歴
幼少の頃より上海音楽学院教授である父、陳龍章から二胡を学ぶ。母は越劇女優。
上海戯曲学校入学で二胡を専攻卒業後、上海越劇院オーケストラでメインの二胡奏者を務める。また、上海越劇院で演劇コースを学び、上海電視台（TV）でドラマの主役を演じるなど女優としても活躍する。
1991年来日、語学学校へ二年間通った後、1993年共立女子大学入学、1997年卒業。共立女子大学では日本文化を専攻、日本の伝統文化への造詣も深い。
その留学以後、日本でも演奏活動を展開し、1998年6月24日にアルバム『鳥の歌』発売でCDデビュー。2001年にアルバム『I wish – 我願 –』発売から注目を浴び。2003年『第17回日本ゴールドディスク大賞』特別賞を受賞。
映画『たそがれ清兵衛』（『第76回アカデミー賞』外国語作品賞ノミネート作品）、NHKスペシャル『アジア古都物語』（2002年、NHK）、日中国交回復30周年記念番組『桂林　天下の絶景を行く』（2002年、NHK）、アニメ『火の鳥』（2004年、NHK）、ドラマスペシャル『李香蘭』（2007年、テレビ東京）、大河ドラマ『風林火山』紀行（2007年、NHK）等の音楽にも参加。
自らの演奏活動の他に、サラ・ブライトマン、石井竜也、渡辺美里、松本孝弘（B'z）、一青窈、ZARD、林明日香、谷村新司、坂本龍一らのアーティストや、チェコ・フィルハーモニー管弦楽団との共演でも注目を浴びている。

## ディスコグラフィ

### アルバム
|      | 名称                               | 発売日         | レーベル             | 品番       |
| ---- | ---------------------------------- | -------------- | -------------------- | ---------- |
| 1st  | 鳥の歌                             | 1998年6月24日  | 日本クラウン         | CRCI-20343 |
|      | 夢上海                             | 1999年12月18日 | 自主制作版           | CH0001     |
| 2nd  | I wish – 我願 –                    | 2001年6月20日  | 東芝EMI              | TOCT-24611 |
| 3rd  | My Story – 我的故事 –              | 2002年5月16日  | 東芝EMI              | TOCT-24806 |
| 4th  | i Love – 我聞 –                    | 2003年5月14日  | 東芝EMI              | TOCT-25028 |
| 5th  | MOON -月亮心-                      | 2004年5月26日  | 東芝EMI              | TOCT-25374 |
| 6th  | 恋衣                               | 2005年11月9日  | 東芝EMI              | TOCT-25851 |
| 7th  | 祈り ～two as one～                | 2007年2月14日  | 東芝EMI              | TOCT-26203 |
| 8th  | Wings～The Best of Chen Min～      | 2007年10月3日  | 東芝EMI              | TOCT-26367 |
| 9th  | Chen Min                           | 2009年7月15日  | ポニーキャニオン     | PCCR-00480 |
| 10th | Affection～探幽～                  | 2010年7月7日   | ポニーキャニオン     | PCCR-00494 |
| 11th | Homage to Divas ～歌姫たちに捧ぐ～ | 2013年3月13日  | ソニー・ミュージック | SME-362251 |
| 12th | My Place〜我尋〜                   | 2016年6月1日   | Mion Records         | MION-3031  |
| 13th | Weave〜天籟之紬〜                  | 2019年6月19日  | Mion Records         | MION-3032  |

### DVD
- Concert Tour i love （2004年5月26日） TOBF-5310

## テレビ出演
- ニーハオ 二胡! チェンミンと弾こう（2010年3月31日 - 5月26日、NHK教育） - 講師
- グラン・ジュテ 私が跳んだ日（2011年6月16日、NHK教育）
- 土曜マルシェ（2011年6月18日、NHK総合（関東ローカル））